# Coccinia aurantiaca
Coccinia aurantiaca är en gurkväxtart som beskrevs av Charles Jeffrey. Coccinia aurantiaca ingår i släktet Coccinia, och familjen gurkväxter. Inga underarter finns listade i Catalogue of Life.